# L'Héroïque Parade
Pour plus de détails, voir Fiche technique et Distribution.

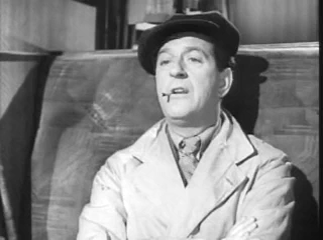
Stanley Holloway

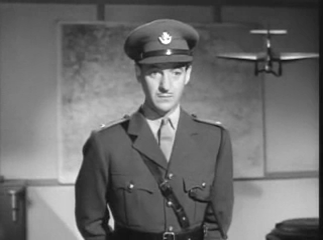
David Niven

L'Héroïque Parade (The Way Ahead) est un film britannique réalisé par Carol Reed, sorti en 1944.

## Synopsis
Un groupe de conscrits britanniques est mobilisé dans l'infanterie durant la Seconde Guerre mondiale. Pour commencer, ils apparaissent comme une bande d'incapables, mais leur sergent et leur lieutenant ont confiance en eux et en font une équipe efficace. Une fois dans le feu de l'action en Afrique du Nord, ils prennent conscience des réalités de la guerre…

## Fiche technique
- Titre original : The Way Ahead
- Titre français: L'Héroïque Parade
- Titre américain : The Immortal Battalion
- Réalisation : Carol Reed
- Scénario : Eric Ambler et Peter Ustinov d'après une histoire d'E. Ambler
- Direction artistique : David Rawnsley
- Photographie : Guy Green et Derick Williams
- Montage : Fergus McDonell
- Musique : William Alwyn
- Son : C.C. Stevens, Desmond Dew
- Producteurs : John Sutro, Norman Walker (en)
- Production associée : Stanley Haynes
- Producteur délégué : Herbert Smith
- Société de production : Two Cities Films
- Société de distribution :  General Film Distributors ;  Twentieth Century Fox
- Pays d'origine :  Royaume-Uni
- Langue originale : anglais, allemand
- Format : Noir et blanc — 35 mm — 1,37:1 — Son : Mono (Western Electric Mirrophonic Recording)
- Genre : Film dramatique, Film de guerre
- Durée : 115 minutes (1 h 55)  (91 minutes aux États-Unis)
- Date de sortie :
  -  Royaume-Uni : 9 juin 1944
  -  Belgique : 2 mars 1945
  -  France : 3 avril 1946
- Licence : Domaine public
- Affiche : Jacques Bonneaud (France)

## Distribution
- David Niven : le lieutenant Jim Perry
- Stanley Holloway : le soldat Ted Brewer
- James Donald : le soldat Lloyd
- John Laurie : le soldat Luke
- Leslie Dwyer (en) : le soldat Sid Beck
- Hugh Burden (en) : le soldat Bill Parsons
- Jimmy Hanley (en) : le soldat Geoffrey Stainer
- William Hartnell : le sergent Ned Fletcher
- Reginald Tate (en) : l'officier commandant l'entraînement
- Leo Genn : le commandant Edwards
- Peter Ustinov : Rispoli, le cafetier
- Mary Jerrold : Mrs. Gillingham

Acteurs non crédités :
- Trevor Howard : un officier sur le bateau
- George Merritt : le sergent-major

## À noter
- Ustinov était alors l'ordonnance de Niven au service cinématographique des armées, et eux et Reed ont tout d'abord travaillé ensemble au scénario. C'est durant le tournage du film que Niven eut pour mission d'engager un sosie du maréchal Montgomery, dans le cadre de l'opération Copperhead.